# Yellowman
Christian Winston Foster (nacido en 1956 o el 15 de enero de 1959), más conocido como Yellowman, es un deejay y compositor jamaiquino.
Yellowman es considerado como uno de los pioneros del Dancehall, y se le atribuye "casi por sí sólo, haber creado el tosco, crudo, y audazmente directo sonido del dancehall de hoy". Lideró la primera generación de deejays de dancehall, llevando este género a un público internacional.

## Biografía

### Primeros años
Winston Foster nació en Negril, Jamaica, el 15 de enero de 1956. Desde pequeño fue objeto de abuso y discriminación debido a su albinismo. Creció en el orfanato Maxfield de Kingston con la música como única compañía, oyendo discos de Elvis y Neil Diamond que colocaban en la radio, más tarde comentaría que aquella música fue su gran inspiración, ya que no era solamente algo para aliviar el dolor, sino que sentía que había nacido para hacer música.

### Carrera musical
Tuvo su aprendizaje musical en Alpha Boys School, una institución para niños con problemas establecida en South Camp Road, en la zona este de Kingston. Influenciado por DJ's como U-Roy, comenzó a practicar y al poco tiempo consiguió un trabajo en el “Gemini Sound System” como un DJ sustituto. De sus inicios en la escena musical y la discriminación que enfrentó recalcó; “recuerdo cuando me discriminaban en el dancehall; en los shows se acostumbra a pasar el micrófono de mano en mano, cuando me tocaba pasarlo lo cubrían con un pañuelo. Creo que eso se puede llamar menosprecio”.
Haciéndose llamar Yellowman y vistiendo un traje amarillo, animaba sus líricas con chistes acerca de su color de piel y con extravagantes historias acerca de sus conquistas sexuales.
En 1979 ganó un concurso de talentos llamado Tastee Talent Contest, lo que catapultó su carrera musical. Gracias a su habilidad de manejar el ritmo y de excitar multitudes, se convirtió en un éxito instantáneo en Jamaica. Para aquella época, se desempañaba como toaster en el “Aces Sound System”, lo que le permitió establecer su reputación y trabajar nuevo material. Durante sus shows en vivo, colaboraría a menudo con Vernon "Fathead" Rainford, con quien lanzaría una serie de álbumes en los próximos años. Henry "Junjo" Lawes también se familiarizaría con Yellowman durante sus presentaciones en soundsystems, y asumiría la producción de sus discos hasta mediados de los 80.
En 1981, con su fama consolidada en toda Jamaica, Yellwoman se convirtió en el primero de los músicos de dancehall en ser contratado por una disquera de nivel internacional (Columbia Records). La rudeza y temática abiertamente sexual de gran parte de su música contrastaba significativamente con el mayor refinamiento y espiritualidad de la música jamaiquina de los años 70, lo que le valió un gran reconocimiento, pero también duras críticas. En su tiempo, muchas radios en Jamaica rehúsaban tocar sus canciones, pero su popularidad se mantenía a través de presentaciones en soundsystems y espectáculos en vivo, como del éxito en ventas de discos.
En 1984 lanzó Mister Yellowman, su primer álbum bajo el sello de Columbia propiamente tal. En él, Yellowman fue persuadido a incorporar elementos de rhythm and blues y disco, lo cual no fue bien recibido por los entusiastas del dancehall y resultó ser un fracaso en ventas. CBS terminó su contrato y Yellowman volvió a su sonido clásico, recuperando su fama rápidamente.
La década de 1980 sería su más productiva, en la cual lanzaría una veintena de álbumes bajo sellos como VP, Greensleeves, Shanachie y Dynamite, con títulos como Duppy or Gunman, Bad Boy Skanking, Zungguzungguguzungguzeng, entre otros.
En 1994, lanzó Prayer, álbum en que dejó parcialmente de lado su típico slack en favor de una temática religiosa, como una forma de agradecerle a Dios por su éxito y el haber sobrevivido al cáncer.
Yellowman ha sido nominado dos veces para el Grammy al mejor álbum de reggae; en 1985 por Mister Yellowman y en 1998 por Freedom of Speech.
En 2018, fue condecorado con la Orden de Distinción por el gobierno jamaiquino por sus contribuciones a la música del país.

## Vida personal
Yellowman y su esposa Rosie han estado juntos desde los inicios de su carrera musical. Juntos han tenido seis hijos.
Yellowman es seguidor de la NBA desde los años 80, y nombró a uno de sus hijos en honor a Kareem Abdul-Jabbar.
Yellowman tiene una hija, K'reema, que ha seguido la carrera musical de su padre, trabajando junto a él en la producción de distintos sencillos y en espectáculos en vivo.
En la década de 1980, Foster fue diagnosticado con cáncer. Entre 1984 y 1986, la enfermedad se había extendido a su mandíbula, por lo que fue operado para extirpar tal tumor, desfigurando parte de su cara en el proceso. Se retiró momentáneamente para convalecer, retomando la música y los escenarios en 1987.

## Discografía

### Álbumes de estudio
- Mister Yellowman (1982)
- Super Star Yellowman Has Arrived With Toyan (1982)
- Jack Sprat (1982)
- Them A Mad Over Me (1982)
- Just Cool (1982)
- Duppy Or Gunman (1982)
- King Mellow Yellow Meet Yellowman (1982)
- Bad Boy Skanking (1982)
- One Yellowman and Fathead (1982)
- Divorced! (For Your Eyes Only) (1983)
- Zungguzungguguzungguzeng (1983)
- Nobody Move, Nobody Get Hurt (1984)
- Show-Down Vol. 5 (1984)
- Galong Galong Galong (1985)
- Walking Jewellery Store (1985)
- Under Mi Fat Thing (1985)
- Girls Them Pet (1986)
- Going To The Chapel (1985)
- Yellow Like Cheese (1987)
- Blueberry Hill (1987)
- Yellowman Rides Again (1988)
- Don't Burn It Down (1988)
- Yellowman Sings The Blues (1988)
- Yellowman Strikes Again (1989)
- King Of The Dance Hall (1989)
- Party (1991)
- Mi Hot (1991)
- Reggae On The Move (1992)
- In Bed With Yellowman (1992)
- Fantastic Yellowman (1993)
- Mello Yellow (1993)
- Yellowman Meets The Paragons (1993)
- Reggae On Top (1993)
- A Man You Want (1993)
- Prayer (1994)
- Message To The World (1995)
- Kiss Me (1995)
- Yellowman's Good Sex Guide (1995)
- Freedom Of Speech (1997)
- A Very, Very Yellow Christmas  (1998)
- Yellow Fever (1999)
- New York (2003)
- No More War (2019)

### Álbumes en vivo
- Live at Reggae Sunsplash (1983)
- Live in London (1983)
- Live at Killamanjaro (1983)
- Live in Paris (1994)
- Live At Maritime Hall (1998)
- Reggae Live Sessions Volume 3 (1998)

### Álbumes recopilatorios
- 20 Super Hits (1991)
- Total Recall 3 (1993)
- Best Of Yellowman (1996)
- Chronic (1999)
- Murderah style (2002)
- This Is Crucial Reggae (2005)
- Most Wanted (2007)